# Bruno Gudelj
Bruno Gudelj, né le 8 mai 1966 à Zagreb en Yougoslavie, est un ancien handballeur international yougoslave puis croate.
Il est notamment champion olympique en 1996.

## Palmarès

### En équipe nationale
- Médaille d'or aux Jeux olympiques de 1996 à Atlanta
- Médaille de bronze au Championnat d'Europe 1994 au Portugal
- Médaille d'or aux Jeux méditerranéens de 1993
- Médaille d'argent aux Goodwill Games de 1990 à Seattle

### En clubs
Compétitions internationales
- Coupe d'Europe des clubs champions (2) : 1992 et 1993

Compétitions nationales
- Championnat de Yougoslavie (2) : 1989, 1991
- Coupe de Yougoslavie (1) : 1991
- Championnat de Croatie (3) : 1992, 1993 et 1994
- Coupe de Croatie (3) : 1992, 1993 et 1994
- Championnat d'Autriche (2) : 2001 et 2002
- Coupe de d'Autriche (3) : 2000, 2002 et 2003